# Rodolphe Blanchet
Pour les articles homonymes, voir Blanchet.
Rodolphe Blanchet, né le 12 mai 1807 à Vevey et mort le 11 mai 1864 à Lausanne, est un vigneron, agronome, numismate et conservateur de musée vaudois.

## Biographie
Rodolphe Blanchet fréquente les académies de Lausanne et de Genève puis entreprend des études de chimie et de pharmacie à Giessen (Hesse). Revenu au pays, il exploite la propriété viticole familiale de Montagny-sur-Lutry et publie des travaux de géologie, météorologie, etc.
Nommé comme conservateur du Musée cantonal de botanique en 1846 (jusqu'en 1864) Rodolphe Blanchet est également chargé de cours de botanique à la Faculté des sciences de l'Université de Lausanne de 1849 à 1850. En 1849, il devient le premier conservateur en titre du Cabinet des médailles qu'il dirigera jusqu'à sa mort. On lui doit la plus ancienne étude de numismatique régionale parue dans le canton de Vaud, Mémoire sur les monnaies des pays voisins du Léman (1853).
Radical, membre puis vice-président du conseil de l'instruction à Lausanne (1841-1862). Membre de la Société helvétique des sciences naturelles, Rodolphe Blanchet conçoit aussi des vitraux pour la cathédrale de Lausanne, consacrés à l'histoire du Pays de Vaud.
Il devient membre correspondant de l'Académie de Savoie en 1864.

## Œuvres
- Rodolphe Blanchet, Le mécanisme des sensations, Lausanne, Éditeur Marc Ducloux, 1843, 2e éd., 16 p. (lire en ligne).

### Fonds d'archives
- Charles-Henri Godet, « Lettre du botaniste Charles-Henri Godet, à Neuchâtel, adressée à Rodolphe Blanchet, à Lausanne, [conservateur du Musée de botanique], relative à des travaux de botanique et des échanges scientifiques » (3 janvier 1864) [1 lettre]. Fonds : P Blanchet Blanchet (Rodolphe); Cote : CH-000053-1 Archives privées P Blanchet 1. Archives cantonales vaudoises (présentation en ligne).